# Бернар Каміль
Бернар Каміль (фр. Bernard Camille, 6 жовтня 1975) — сейшельський футбольний арбітр. Арбітр ФІФА з 2011 року.

## Кар'єра
Працював на таких міжнародних змаганнях:
- Ігри островів Індійського океану 2011 (1 гра)
- Молодіжний (U-20) кубок африканських націй 2013 (2 матчі)
- Кубок африканських націй 2013 (1 гра)
- Кубок КОСАФА 2013 (4 матчі, включаючи фінал)
- Чемпіонат африканських націй 2014 (3 гри)
- Молодіжний чемпіонат світу 2015 (2 матчі)
- Кубок африканських націй 2015 (2 матчі)
- Чемпіонат африканських націй 2016
- Кубок КОСАФА 2016 (2 гри)
- Кубок конфедерації КАФ 2016 (перший фінал)
- Кубок африканських націй 2017 (2 матчі)
- Кубок КОСАФА 2018 (2 гри)
- Кубок африканських націй 2019 (2 матчі)
- Кубок африканських націй 2021